# Tisbury (Massachusetts)
Tisbury é uma vila localizada no condado de Dukes no estado estadounidense de Massachusetts. No Censo de 2010 tinha uma população de 3.949 habitantes e uma densidade populacional de 79,81 pessoas por km².

## Geografia
Tisbury encontra-se localizado nas coordenadas 41° 28′ 23″ N, 70° 37′ 03″ O. Segundo o Departamento do Censo dos Estados Unidos, Tisbury tem uma superfície total de 49.48 km², da qual 16.93 km² correspondem a terra firme e (65.78%) 32.55 km² é água.

## Demografia
Segundo o censo de 2010, tinha 3.949 pessoas residindo em Tisbury. A densidade populacional era de 79,81 hab./km². Dos 3.949 habitantes, Tisbury estava composto pelo 86.3% brancos, o 3.65% eram afroamericanos, o 0.43% eram amerindios, o 0.79% eram asiáticos, o 0.03% eram insulares do Pacífico, o 5.22% eram de outras raças e o 3.6% pertenciam a duas ou mais raças. Do total da população o 2.99% eram hispanos ou latinos de qualquer raça.